# Aldover
Aldover település Spanyolországban, Tarragona tartományban. Aldover Alfara de Carles, Tivenys, Tortosa és Xerta községekkel határos. Lakosainak száma 880 fő (2024).

## Népesség
A település népessége az elmúlt években az alábbi módon változott:
| Lakosok száma | 71   | 1380 | 1124 | 1021 | 837  | 833  | 977  | 940  | 882  | 880  |
|               | 1717 | 1900 | 1940 | 1960 | 1986 | 2005 | 2010 | 2014 | 2019 | 2024 |